# Дубечнівський парк
Дубечнівський — парк-пам'ятка садово-паркового мистецтва загальнодержавного значення. Об'єкт розташований на території Ковельського району Волинської області, ДП «Старовижівське ЛГ», Дубечнівське лісництво. квартал 29, виділ 24, квартал 30, виділ 27.

Утворений Указом Президента України № 715/96 від 20.08.1996 року з метою збереження місця зростання 123 видів рідкісних та екзотичних порід дерев і чагарників, зокрема платан західний, тюльпанове дерево, софора японська. 

Площа — 2,0000 га.

## Галерея

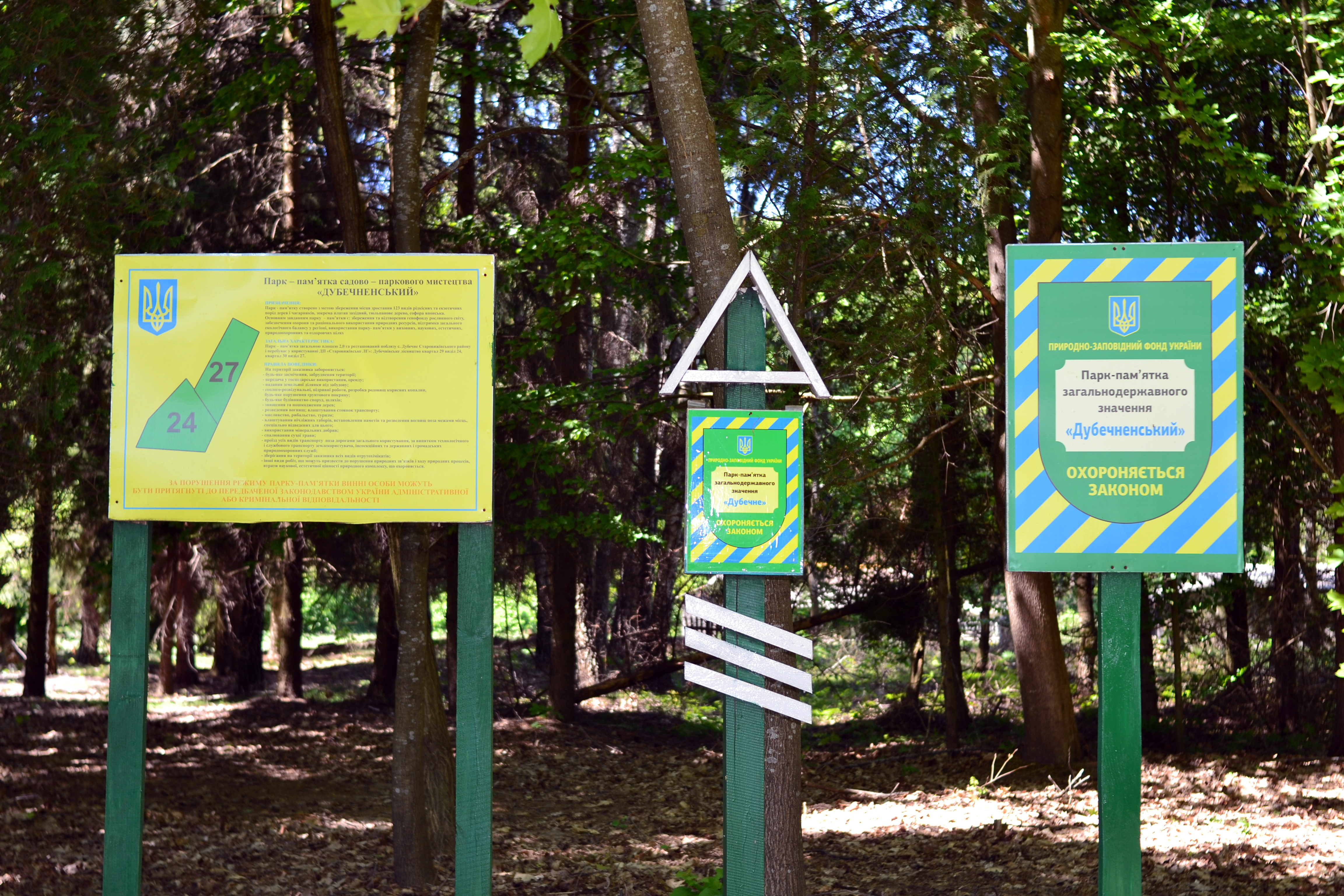
Охоронні дошки
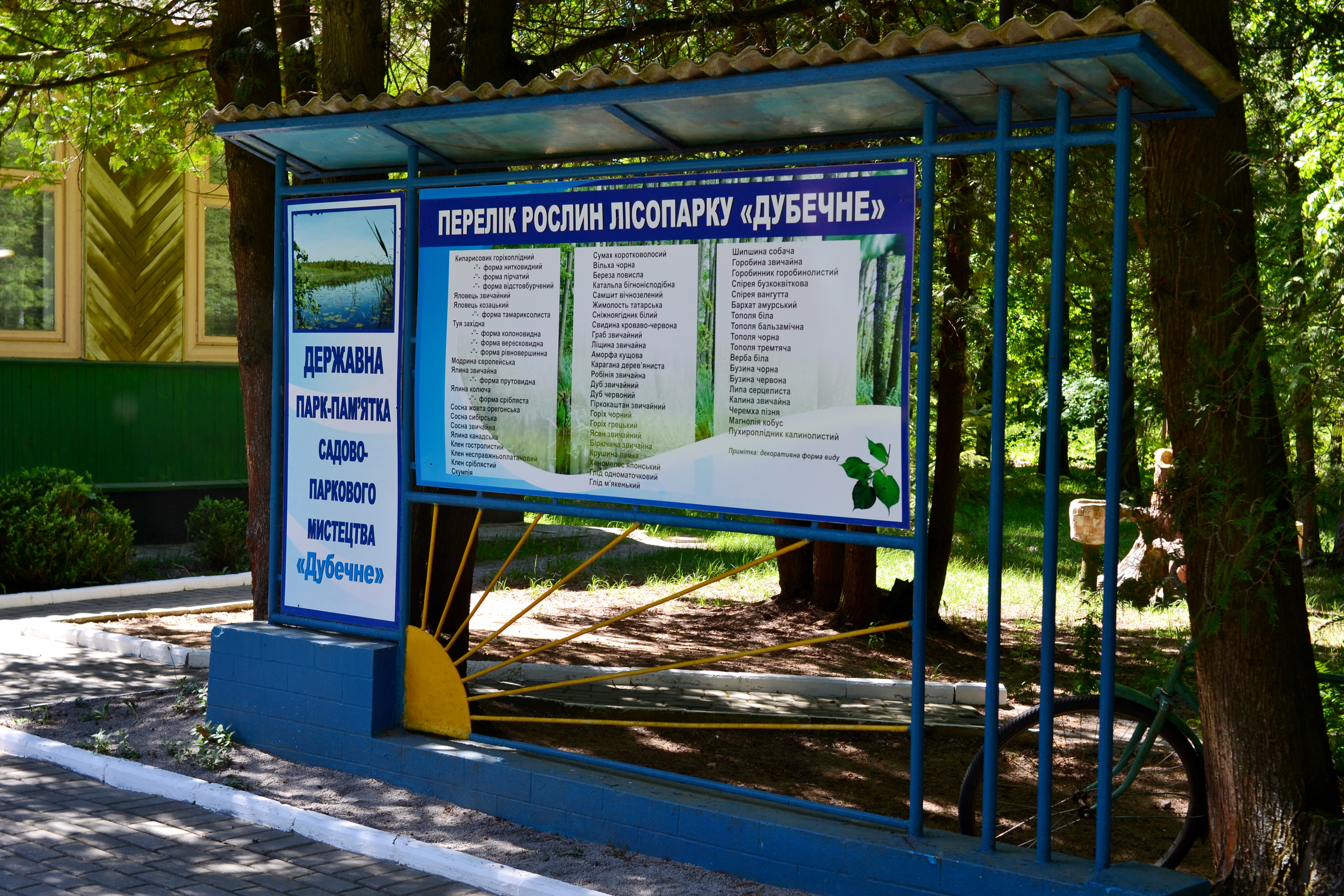
Інформаційна дошка
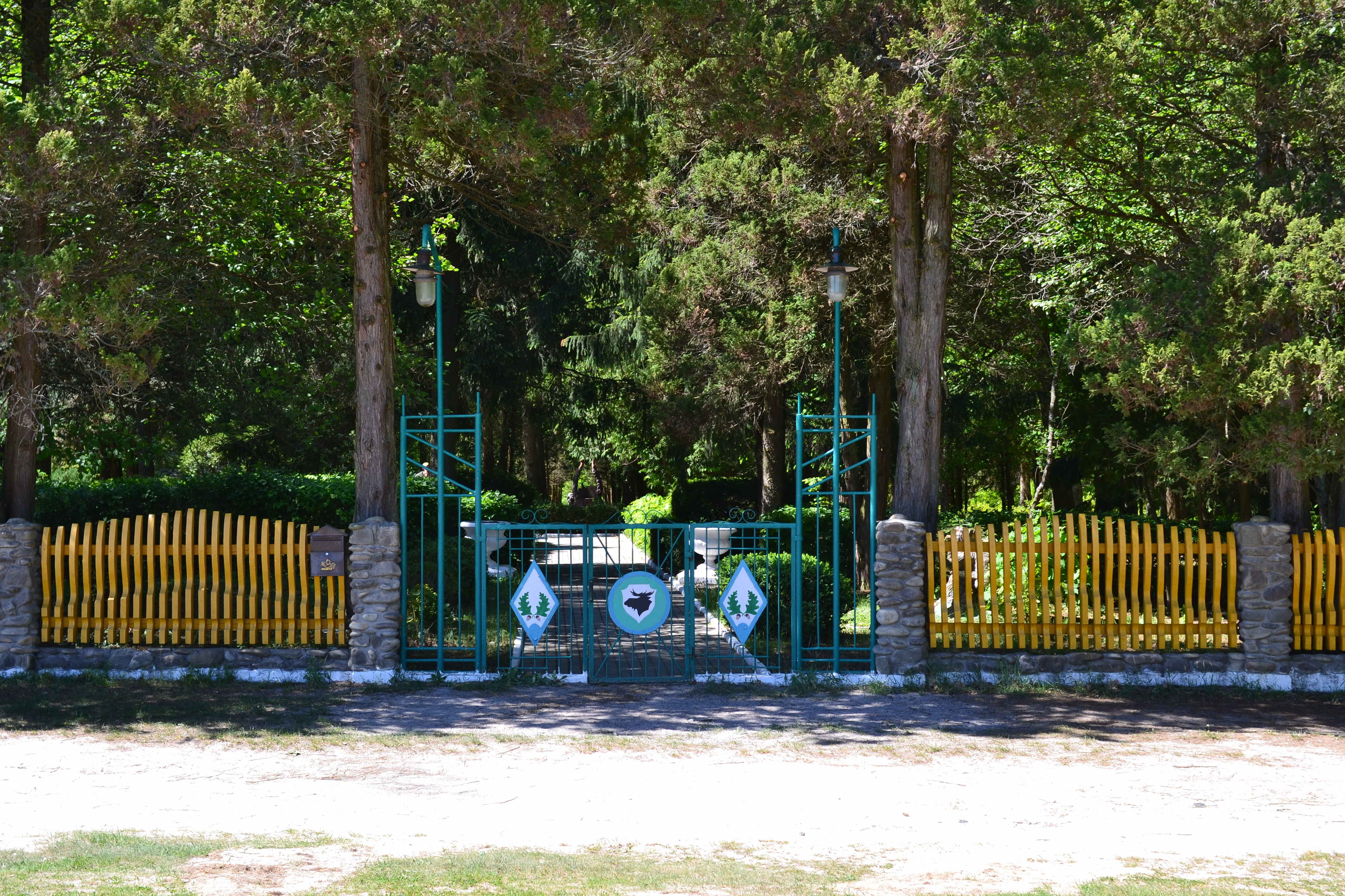
Головний вхід
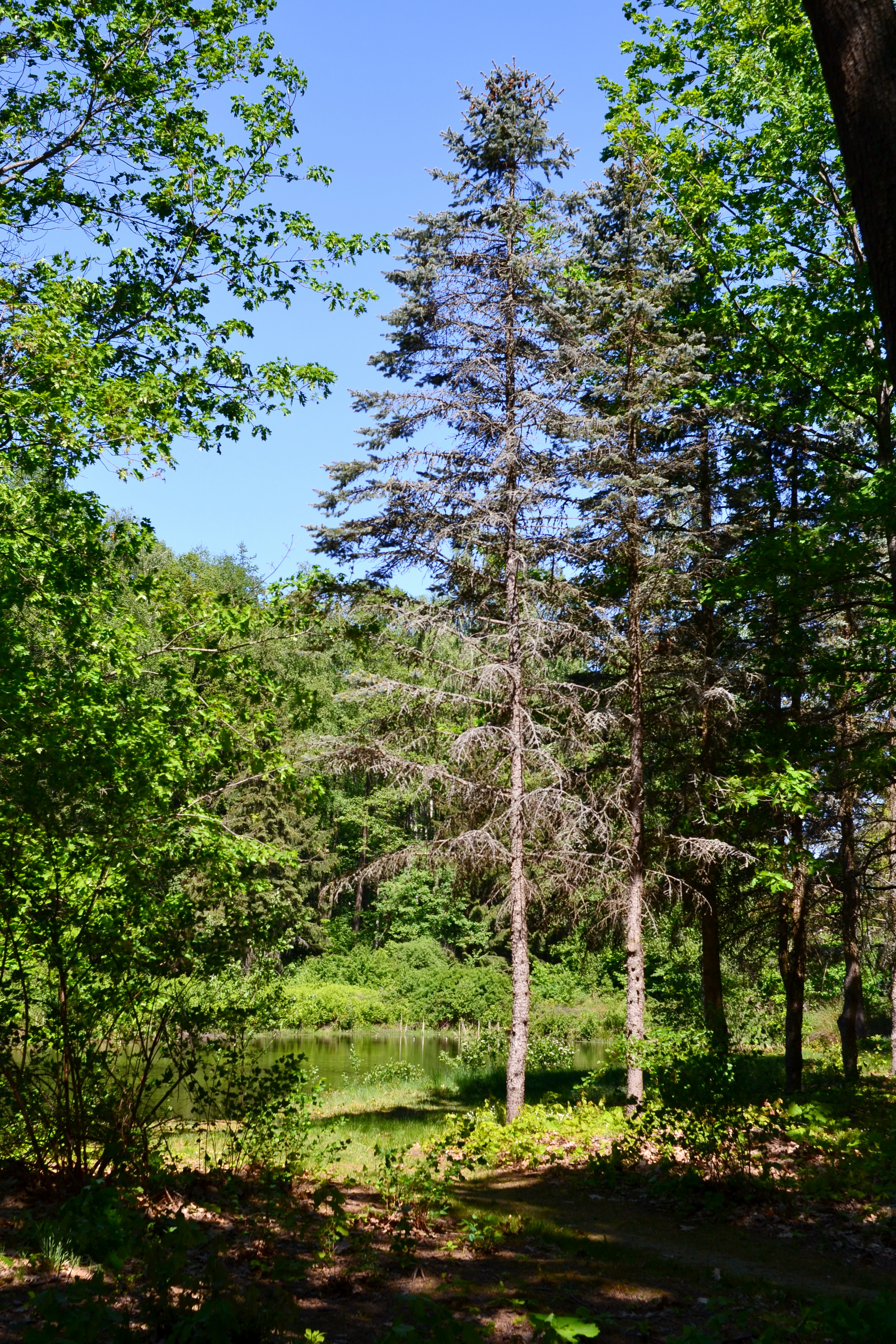
Вигляд біля озера
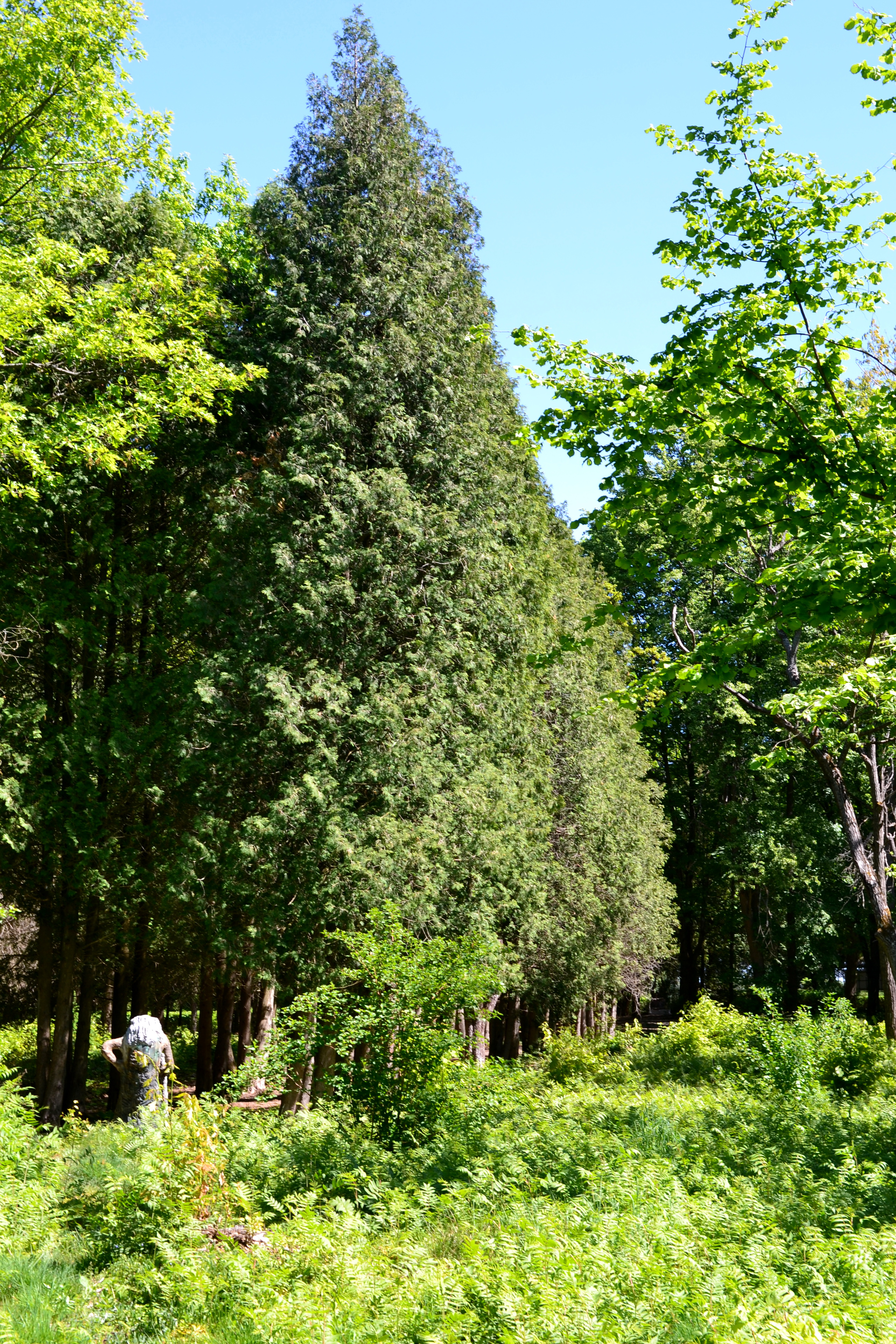
Туя західна
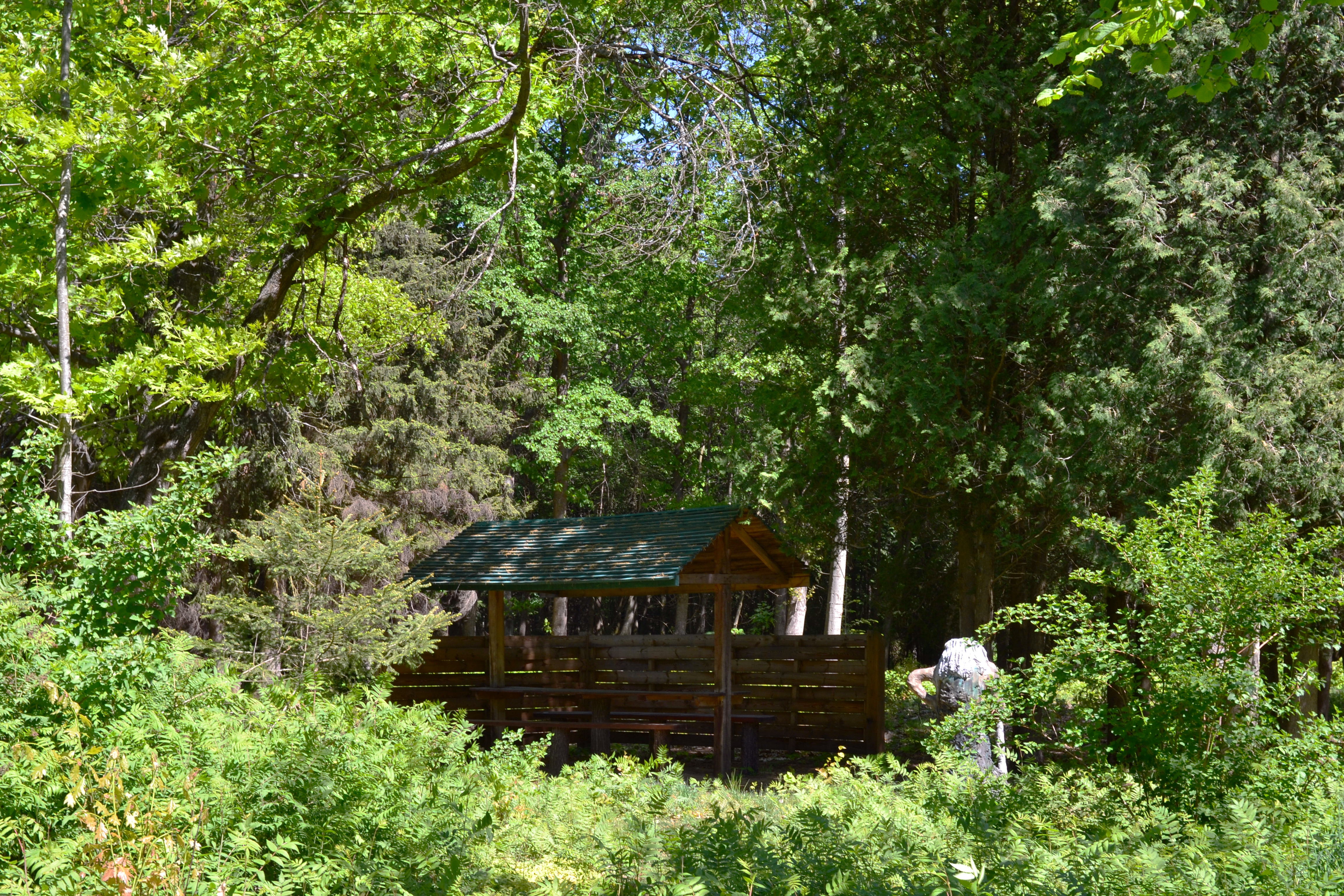
Альтанка
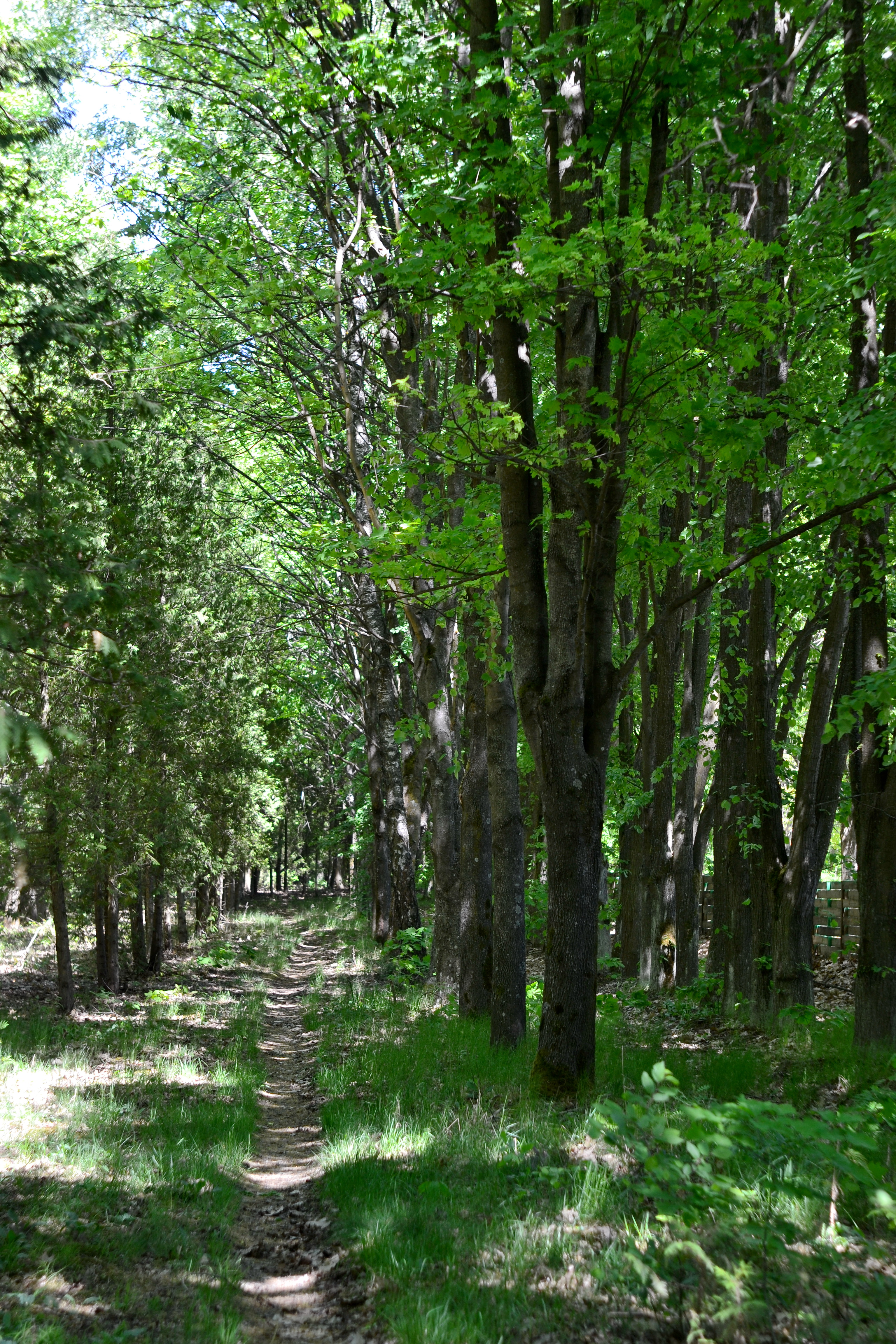
Алея, паралельна до паркану
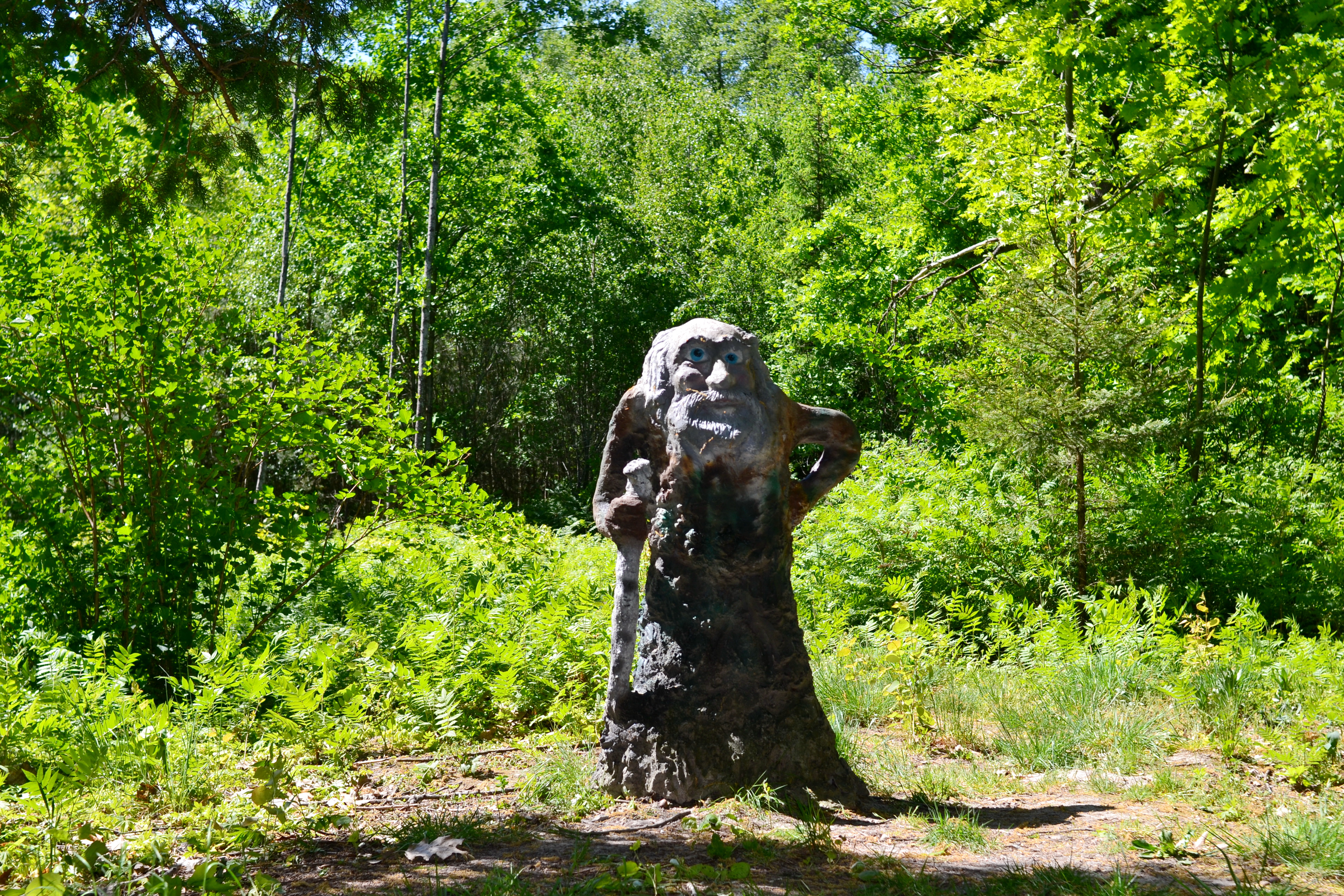
Лісовий мешканець у кінці алеї від головного входу
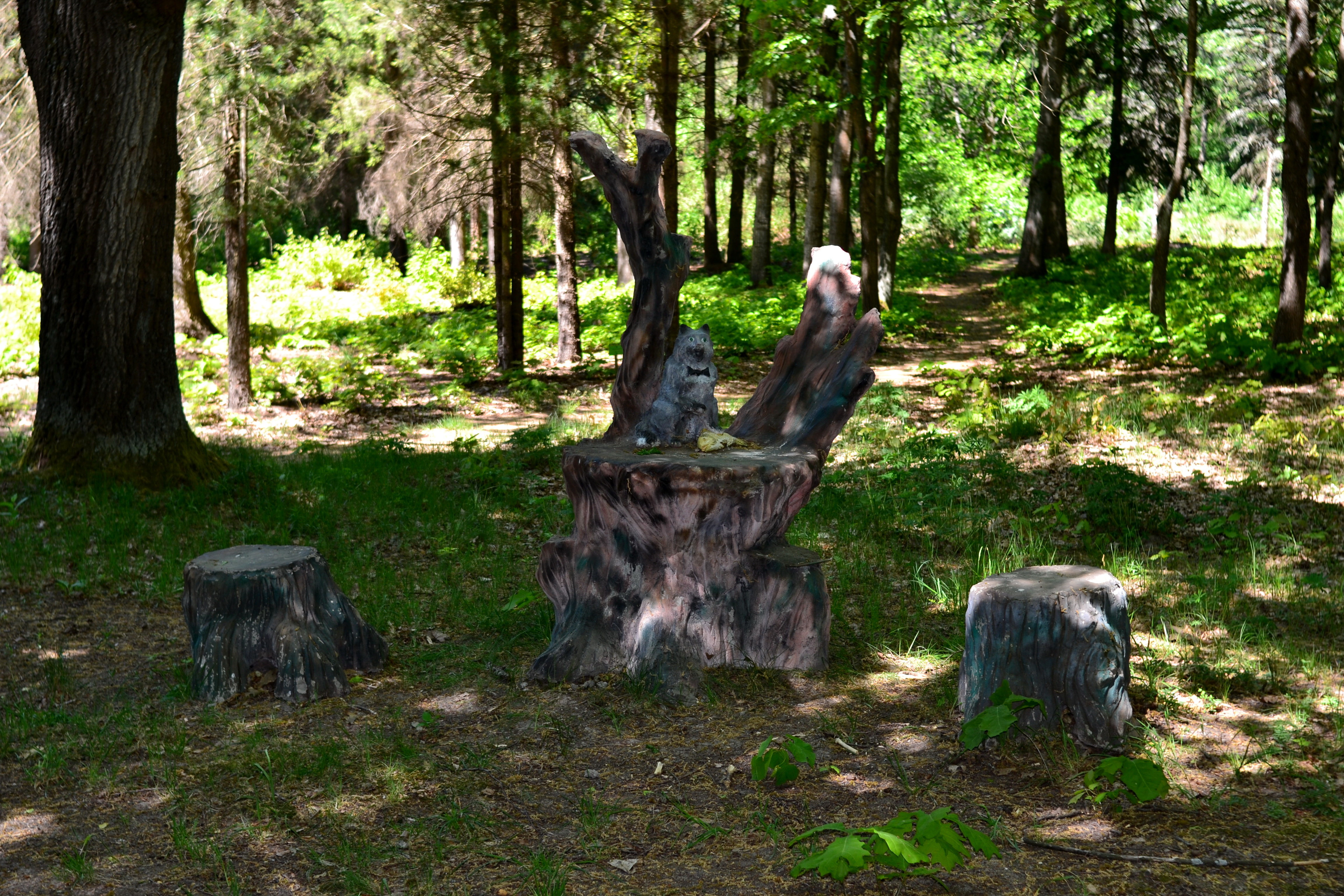
Фігура кота
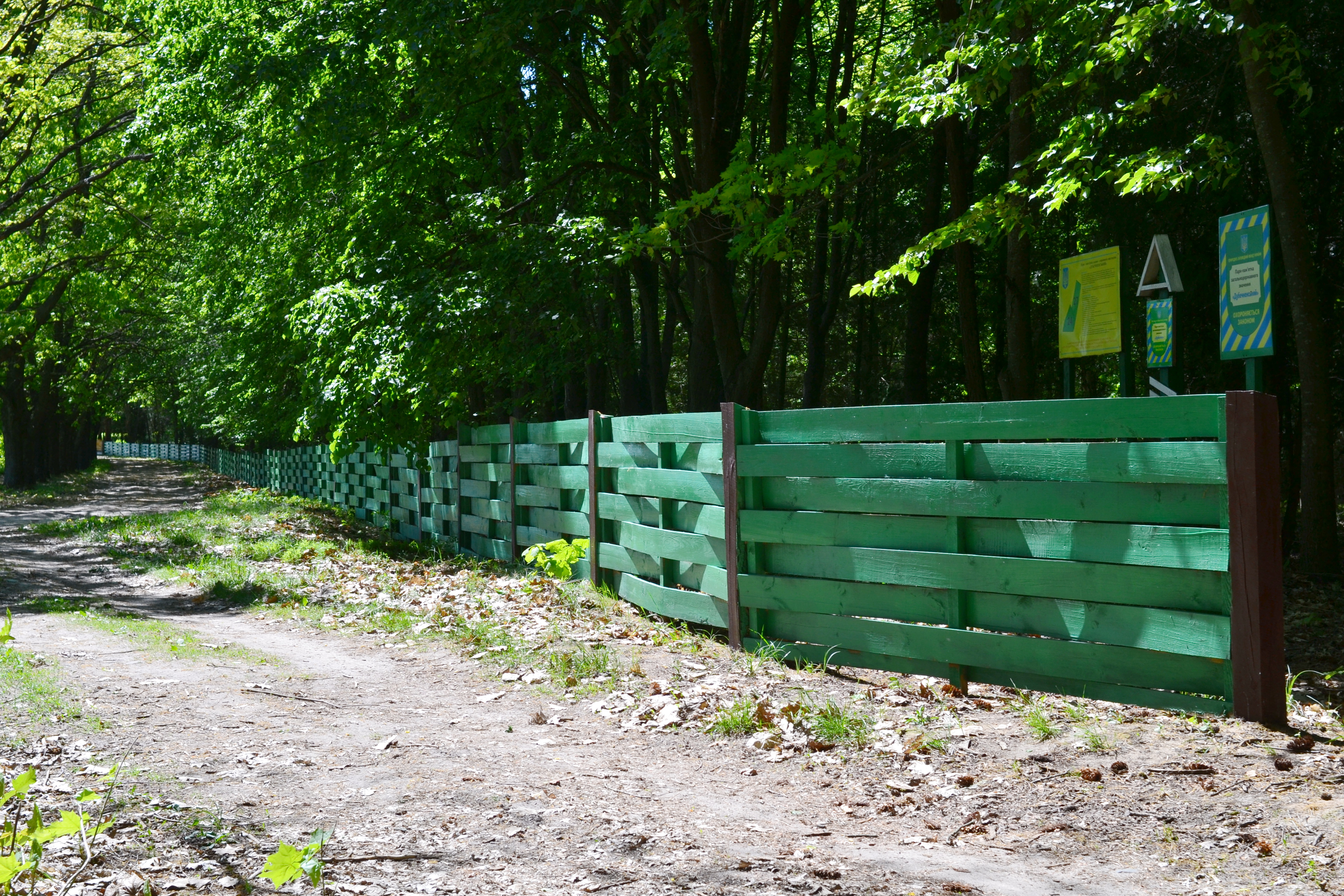
Паркан